# Friedrich Wilhelm af Braunschweig
Friedrich Wilhelm (9. oktober 1771 i Braunschweig – 16. juni 1815 i Quatre Bras) var den sidste fyrste af Braunschweig-Wolfenbüttel fra 1806 til 1807 og siden den første hertug af det lille hertugdømme Braunschweig i Nordtyskland fra 1813 til 1815. Han var også kendt som Den Sorte Hertug (tysk: der Schwarze Herzog).
Friedrich Wilhelm tilhørte Huset Welf og var søn af sin forgænger fyrst Karl Wilhelm Ferdinand af Braunschweig-Wolfenbüttel. Han faldt i Slaget ved Quatre Bras den 16. juni 1815 og blev efterfulgt af sine to sønner, først hertug Karl 2. og senere hertug Wilhelm.